# Luven
Luven (tot 1943 officieel in het Duits Luvis; Italiaans (verouderd): Lovino) is een plaats en voormalige gemeente in het Zwitserse kanton Graubünden, behorend tot de gemeente Ilanz/Glion. Het telde eind 2013 als afzonderlijke gemeente 181 inwoners. In 2014 hield de gemeente Luven op te bestaan.
- Historisch woordenboek van Zwitserland: 001440
- Virtual International Authority File: 242267210
- WorldCat: E39PBJymCg3hWhMQQYJRPRTrbd